# Baknur, Belgaum
Baknur là một làng thuộc tehsil Belgaum, huyện Belgaum, bang Karnataka, Ấn Độ.